# Xã Vernon, Quận Crawford, Ohio
Xã Vernon (tiếng Anh: Vernon Township) là một xã thuộc quận Crawford, tiểu bang Ohio, Hoa Kỳ. Năm 2010, dân số của xã này là 832 người.